# Hiện đại hành vi

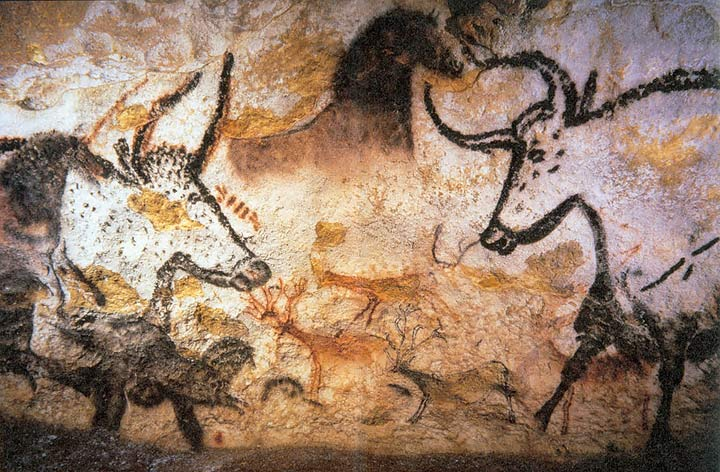
Tranh hang động thời kỳ đồ đá cũ muộn (16 Ka BP) ở hang Lascaux, Pháp

Hiện đại hành vi (tiếng Anh: Behavioral modernity) là tập hợp các đặc điểm hành vi và nhận thức, để phân biệt Homo sapiens hiện tại với các người hiện đại về giải phẫu, hominin, và linh trưởng. Mặc dù thường được bàn cãi, hầu hết các học giả đều đồng ý rằng hành vi của con người hiện đại có thể được đặc trưng bởi tư duy trừu tượng, quy hoạch chiều sâu, hành vi biểu tượng (nghệ thuật, trang trí, âm nhạc), khai thác trò chơi lớn và công nghệ làm lưỡi dao đá (blade technology) . Ẩn sâu trong những hành vi và đổi mới công nghệ này là nền tảng nhận thức và văn hoá đã được ghi nhận bằng thực nghiệm và theo dân tộc học. Một số trong những mô hình phổ quát của con người là thích ứng văn hóa tích lũy, các chuẩn mực xã hội, ngôn ngữ và sự trợ giúp và hợp tác sâu rộng vượt ra ngoài thân nhân . Người ta đã lập luận rằng sự phát triển của những đặc điểm hành vi hiện đại này, kết hợp với điều kiện khí hậu của Cực đại Băng hà cuối cùng (Last Glacial Maximum), là yếu tố phần lớn chịu trách nhiệm về việc thay thế người Neanderthal và cư dân của phần còn lại của thế giới .
Xuất phát từ sự khác biệt trong tư liệu khảo cổ học, một cuộc tranh luận tiếp tục rằng liệu những người hiện đại về giải phẫu có hành vi hiện đại hay không. Có nhiều lý thuyết về sự tiến hóa của hiện đại hành vi. Những điều này thường rơi vào hai phái: tiếp cận tiến bộ và nhận thức. Mô hình cổ đại nửa cuối về sau nói đến ý tưởng hành vi của con người hiện đại phát sinh từ sự thay đổi nhận thức, di truyền một cách đột ngột khoảng 40 - 50 Ka BP (Ma/Ka BP: Mega /Kilo annum before present, triệu /ngàn năm trước đây) . Các mô hình khác tập trung vào cách hành vi của con người hiện đại có thể nảy sinh qua các bước dần dần; các dấu vết khảo cổ học về hành vi đó chỉ xuất hiện thông qua các thay đổi dựa trên nhân khẩu học hoặc sinh kế .